# Jordi Évole i Requena
Jordi Évole i Requena, també conegut pel malnom de El Follonero, (Cornellà de Llobregat, 21 de juliol de 1974) és un periodista, humorista i guionista de televisió català. Del 2008 fins al 2019, va dirigir el programa Salvados (la Sexta), un programa setmanal de reportatges i entrevistes en profunditat. Llicenciat en Comunicació Audiovisual, va començar la seva trajectòria periodística a Ràdio Cornellà, Ràdio Barcelona i Televisió de Viladecans. L'any 2002 es va incorporar a la productora de televisió El Terrat, on ha participat en diferents programes.

## Biografia
Nascut el 21 de juliol de 1974 a Cornellà de Llobregat (Baix Llobregat), es llicencià en Ciències de la Comunicació per la Universitat Autònoma de Barcelona. Els seus primers treballs periodístics foren a Ràdio Cornellà i com a locutor esportiu al programa Carrusel Catalunya de Ràdio Barcelona.
La seva trajectòria professional s'inicia als informatius de Telecinco i de la cadena SER, tot i que el seu primer contacte televisiu va ser a una petita televisió local, Viladecans Televisió. Quan la seva carrera va començar a tenir una dimensió pública va ser l'any 2000 quan va fitxar com a guionista de La Cosa Nostra, programa que Andreu Buenafuente presentava a TV3. Des de llavors pertany a la plantilla de El Terrat. Ha estat codirector i guionista de Buenafuente i hi interpretava un dels seus personatges més famosos: El Follonero.
Una de les virtuts i originalitats del personatge d'El Follonero és que es va crear com una forma de fer autocrítica. Camuflat entre el públic i vestint sempre una jaqueta de pell fosca, el personatge interrompia sobtadament Andreu Buenafuente per criticar-li alguna cosa que havia dit o fet durant el programa. Al mateix temps, el personatge reflectia una realitat social fins llavors poc mostrada a TV3, els fills dels «nous catalans», habitants de poblacions del Baix Llobregat com Cornellà. Ho feia amb humor i sense complexos, essent moltes vegades políticament incorrecte. Aquell personatge d'El Follonero evolucionà per sortir del plató, per fer reportatges i les seves intervencions resultaren molt incòmodes per a polítics i personatges públics diversos.
A LaSexta presentà el programa Salvados por la campaña, dedicat al seguiment, en clau d'humor, de la campanya electoral de les Eleccions generals de 2008. L'èxit d'aquell espai va desembocar en el programa Salvados a la mateixa cadena, amb dobles episodis dedicats a un tema cadascun, com ara: Salvados por la iglesia, Salvados por la Eurocopa, Salvados por los toros, Salvados por la tele i Salvados por las vacaciones. Actualment, Salvados s'ha convertit en un programa setmanal regular, abandonant el caràcter temàtic del principi però mantenint la crítica i la ironia.
El 2008 va rebre un Premi Ondas per Salvados por la campaña a la innovació i la qualitat televisiva, premi que va tornar a guanyar el 2011 en qualitat de millor presentador.
El 2010 va entrevistar Josep Anglada convidant-lo a recórrer el poble de Vic, fent-li passar escenes comprometedores amb la població immigrant especialment magribí, així com la trobada amb un simpatitzant de l'entrevistat qui es va fer famós amb la frase: «Txarnego de merda».
El 13 de febrer de 2012 li fou lliurat el premi Ciutat de Barcelona de 2011 en categoria de mitjans de comunicació i el 28 de gener de 2013 el Premi Internacional de Periodisme Manuel Vázquez Montalbán de 2012 en la categoria de periodisme cultural i polític.

## El Terrat
El 2000 va fitxar com a guionista de La cosa nostra, programa que Andreu Buenafuente presentava a la cadena autonòmica catalana TV3. Des de llavors pertany a la plantilla de la productora d'aquest: El Terrat. Va ser col·laborador, subdirector i guionista del programa Buenafuente (La Sexta) i va interpretar a un dels seus personatges més famosos: El Follonero. També va participar en la primera gira teatral del grup, Terrat pack, on va visitar diverses ciutats espanyoles amb els seus amics Andreu Buenafuente, José Corbacho i Berto Romero.

## El Follonero
El Follonero és el popular personatge interpretat per Jordi Évole. La seva primera aparició va ser al programa Una altra cosa a TV3, on la seva popularitat el va portar a parodiar-se en un llibre, "Yo, Follo». Aquest personatge es va convertir en un dels més coneguts del programa, tenint fins i tot la seva secció Follo-nero. En Buenafuente, aquest personatge es basava a simular una persona anònima del públic, «La voz falsa del público», un suposat crític espontani del programa i de l'actualitat. El 2008, Jordi Évole va passar a presentar Salvados a La Sexta.

## Salvados

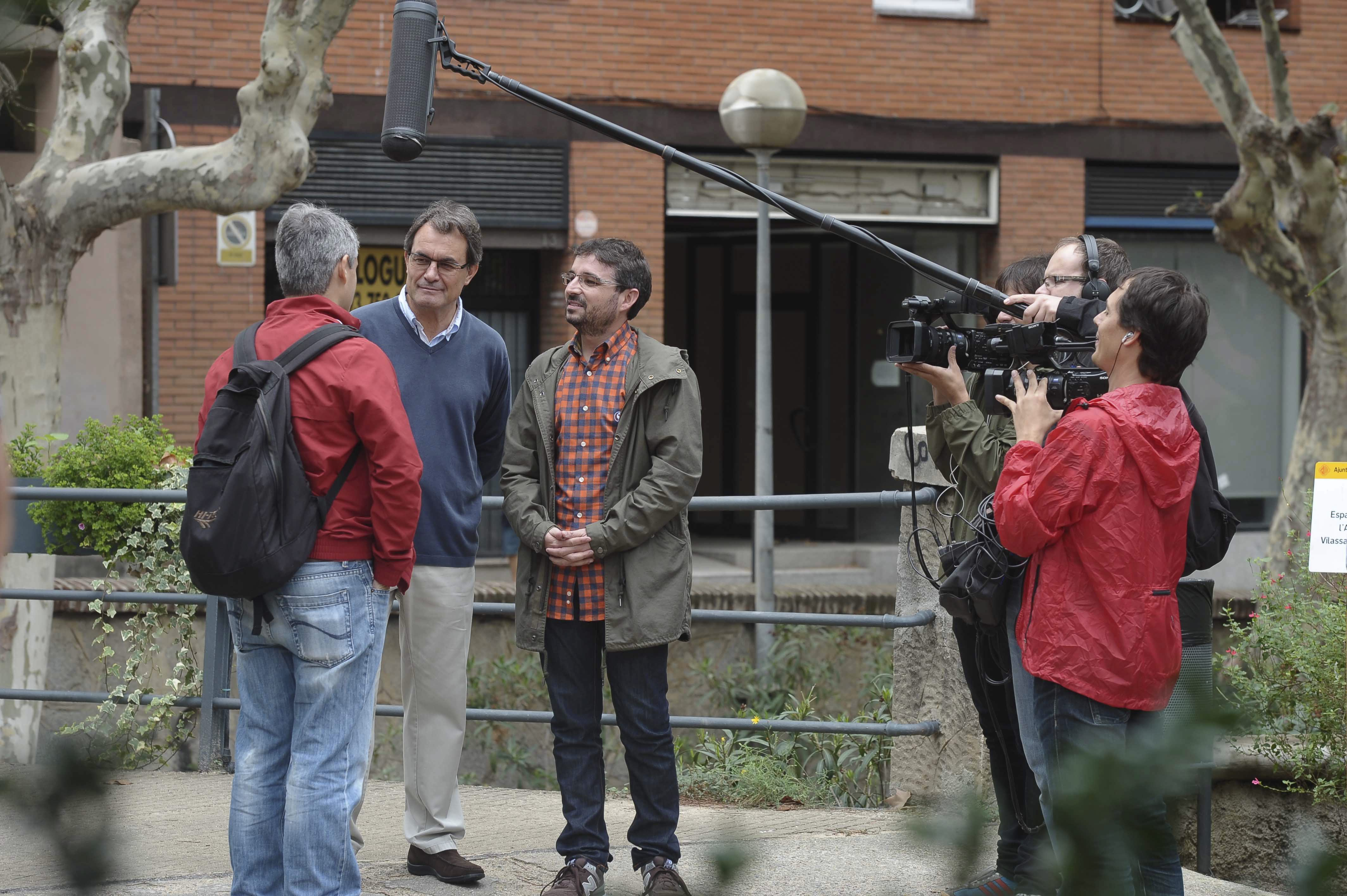
Gravació del programa Salvados amb Artur Mas a Vilassar de Mar el 12 d'octubre de 2012.

El seu treball al programa Buenafuente li va permetre presentar un programa a la cadena La Sexta: Salvados, en el qual inicialment es van realitzar capítols com Salvados por la campaña, dedicat a la campanya electoral de les eleccions generals espanyoles de 2008, Salvados por la Iglesia, Salvados por la Eurocopa i Salvados por los toros. Amb l'inici de la segona temporada, el 19 d'octubre de 2008, va abandonar el seu caràcter temàtic i va passar a emetre setmanalment. Salvados és una referència de programa crític amb la situació econòmica i tots aquells que hi contribueixen.

## Altres treballs
Jordi Évole també ha treballat publicant articles a El Mundo Deportivo i a El Periódico.

## Premis i reconeixements
- Premis Túria 2008: guanyador del Premi Ou de Colom.[9]
- Premi Ondas 2008 a la innovació o qualitat televisiva per Salvados per la campanya.
- Antena d'Oro (2010).
- Premi Ondas 2011 al millor presentador de televisió.
- Premi Blanquerna al Millor Comunicador (2011).[10]
- Premi Internacional de Periodisme Manuel Vázquez Montalbán (2013) en la categoria de Periodisme Cultural i Polític.
- Premi al millor periodista de 2013, atorgat per l'Associació de la Premsa de Madrid.[11]